# 那布·那丁·泽瑞
那布·那丁·泽瑞（公元前733年——公元前732年在位）（英語：Nabu-nadin-zeri）巴比伦的国王之一。承袭那布·那西尔之位。即位前后巴比伦局势动荡不安，在位仅一年即为人所推翻，其事迹见于托勒密的相关记载。由那布·舒玛·乌金二世继任君位。